# Raphitoma laviae
Raphitoma laviae é uma espécie de gastrópode do gênero Raphitoma, pertencente a família Raphitomidae.